# Abtai Sain Khan
Abtai Sain Khan (tiếng Mông Cổ: tiếng Абтай сайн хан, 1554 - 1588) là một hoàng tử Khalkha Mông Cổ, được Đạt Lai Lạt Ma thứ 3 phong là hãn đầu tiên của Tusheet năm 1587. Ông nhiệt thành truyền bá Phật giáo Tây Tạng trong những người Mông Cổ Khalkha và thành lập tu viện Phật giáo Erdene Zuu vào năm 1585.

## Tiểu sử

### Cuộc đời
Ông là người lớn nhất trong số năm người con trai của Onokhui üizen Noyan (sinh năm 1534), bao gồm Abugho, Tarni, Tumengken và Barai. Ông là cháu chắt của Batu Mongke Dayan Khan (1464-1517 / 1543) và cháu trai của Gersenji (1513 Cách1549). Từ năm 1567 đến 1580, Abtai lãnh đạo một số chiến dịch chống lại các bộ lạc Oirat ở phía tây, cuối cùng đánh bại bộ lạc Oirat ở Khöut tại Köbkor Keriye vào giữa những năm 1580. Sau đó, Abtai đặt con trai Shubuudai lên ngai vàng Oirat.
Abtai đã mời Lạt ma Shiregetü Güüshi Chorjiwa từ thành phố Nội Mông Guihua (Hohhot ngày nay) đến dạy cho ông những phép tắc cơ bản của Phật giáo Tây Tạng. Sau đó, Abtai đã ra lệnh xây dựng tu viện Erdene Zuu vào năm 1585. Đá từ tàn tích gần đó của thủ đô Karakorum của người Mông Cổ cổ đại đã được sử dụng trong việc xây dựng và tu viện được phổ biến bằng hình ảnh và di vật mà Abtai đã nhận được từ Đạt Lai Lạt Ma.
Năm 1587, Abtai tới Guihua để gặp Sonam Gyatso, Đức Đạt Lai Lạt Ma thứ 3, người đã du hành tới đó từ Lhasa để cầu nguyện cho Altan Khan, người đã mất vào năm 1583. Khi Abtai trở về, ông đã cấm Shaman giáo và tuyên bố Phật giáo Tây Tạng là quốc giáo của người Mông Cổ Khalkha.

### Qua đời và di sản
Abtai chết một năm sau đó vào năm 1588. Hài cốt của ông được an táng tại Erdene Zuu. Không lâu sau đó, con trai ông, Shubuudai bị giết bởi các thủ lĩnh Oirat. Hậu duệ của Abtai sẽ tiếp tục trị vì Hãn quốc Tusheet. Cháu trai của Abtai là Zanabazar được Đức Đạt Lai Lạt Ma thứ 5 công nhận là Jebtsundamba Khutuktu và Bogd Gegeen hoặc lãnh đạo tinh thần của Phật giáo Tây Tạng ở Khalkha vào những năm 1640.
Ở Mông Cổ trước cách mạng, một giáo phái đặc biệt dành cho Abtai Khan phát triển mạnh mẽ. Ông được tôn vinh là người cai trị cuối cùng, người đã cố gắng thống nhất Mông Cổ sau sự sụp đổ của Đế chế Nguyên và người đã đưa Phật giáo đến Mông Cổ.